# Phénoménologie de la vie (Martin Heidegger)
Pour les articles homonymes, voir Phénoménologie de la vie.
Pour un article plus général, voir Heidegger avant Être et Temps.
Dans l'expression « phénoménologie de la Vie » ou « phénoménologie de l'existence », le terme « existence », dans le lexique heideggérien, est principalement pris comme substitut à celui de vie humaine, à laquelle il finira par le réserver définitivement les choses n'étant, quant à elles, que factuellement là « sous la main » ; c'est donc à la phénoménologie de la vie que l'on doit faire appel. Mais il transparaît aussi philosophiquement dans ce terme existence l'idée d'une sortie hors de soi « ek-sistence », d'un « être auprès de », d'un « avoir à être », 
d'une mobilité spécifique qui va impliquer pour Heidegger une analyse approfondie qui débouchera sur l'analytique existentiale du Dasein.
C'est dans les années 1919-1923, qui correspondent au premier séjour de Heidegger à Fribourg comme Privatdozent, que le jeune professeur prône un retour à l'expérience de la « vie facticielle », dans laquelle il commence à voir la source de tout sens et le fondement du « philosopher », avec lequel il cherche à se distinguer de la philosophie dominante de son époque.
Jean Greisch note combien est importante pour Heidegger, l'imprégnation chrétienne catholique de son enfance, qui transparaît à travers ses premières études sur la Phénoménologie de la vie religieuse pour se poursuivre jusque dans Être et Temps. Cet enseignement le pousse à entrer très tôt en conflit avec les pensées profanes dominantes de son temps à propos du « phénomène de la vie » qu'il ne conçoit pensable qu'à travers une expérience concrète – facticielle –, c'est-à-dire une expérience étroitement limitée dans un temps articulé à un Kairos. Kairos dont l'horizon va être constitué par la pensée de la mort de « l'être-vers-la-mort » ainsi que la pensée chrétienne de la chute à travers le concept tout aussi marqué de « Finitude ».

## L'entrée en phénoménologie

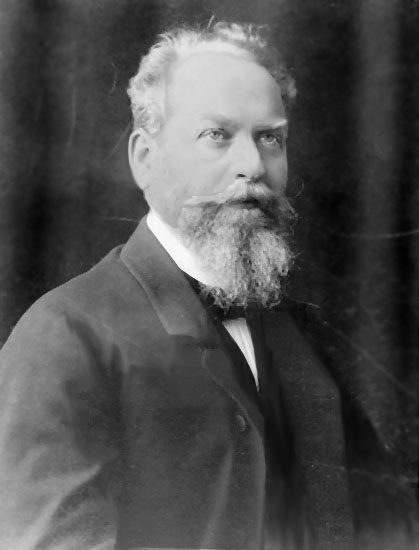
Edmund Husserl 1900

C'est en tant qu'assistant de Husserl à Fribourg  que Heidegger s'imprègne de l'esprit de la Phénoménologie. Si bien que de 1919 à 1928 trois cours différents au moins, délivrés par le Privatdozens Heidegger sont consacrés à l'« Introduction aux problèmes fondamentaux de la phénoménologie » : il s'agit de Grundprobleme de 1919-1920, l'Einführung in die phänomenologische Forschung qui inaugure l'enseignement de Marbourg et des Grundprobleme de 1928 voir Jean Greisch.
Si l'on suit Levinas, il n'y a pas de méthode proprement phénoménologique, mais des gestes qui révèlent un air de famille entre tous les phénoménologues ; c'est autour du phénomène de la vie, que Heidegger va construire sa propre approche de la phénoménologie. Levinas recense ainsi quelques caractéristiques de la geste phénoménologique - qui ne pouvait qu'appuyer l'entreprise heideggérienne de retour au fondement du vécu - :
1. La place primordiale accordée à la sensibilité et à l'intuition,
2. La disparition du concept, de l'objet théorique, de l'évidence, du phénomène idéalement parfait, au profit d'une attention portée à l'imperfection du vécu, de l'excédent et du surplus que le théorique laisse échapper, qui vont devenir constitutifs de la vérité du phénomène (ainsi du souvenir toujours modifié par le présent où il revient, donc pas de souvenir absolu auquel se référer, la préférence accordée avec Kierkegaard au dieu qui se cache qui est le vrai dieu de la révélation). Approcher la vie dans sa vivacité implique de maintenir un regard pré-théorique[7]
3. La réduction phénoménologique qui autorise la suspension de l'approche naturelle  et la lutte contre l'abstraction[N 4].
4. « L'Intuition herméneutique » enfin. Si l'expression « savoir-voir » pouvait être considérée comme l'étendard de la phénoménologie  husserlienne, le verbe « voir » devient, dès 1919, pour Heidegger, synonyme d'interpréter et de comprendre avec l'apparition du terme d'« herméneutique ». Avec l'expression d' « intuition heméneutique », Heidegger, ose le rapprochement de deux notions tout à fait hétérogènes : la notion phénoménologique d'intuition et la notion herméneutique d'interprétation[8]. Ce rapprochement conduit rapidement à une différenciation des perspectives phénoménologiques de Heidegger d'avec son maître Husserl que Jean Greisch résume en trois points : la phénoménologie n'est pas au-dessus de l'histoire, comme comprendre, la phénoménologie herméneutique est d'abord un examen de ce que le phénomène n'est pas, enfin et surtout la phénoménologie herméneutique, comme herméneutique de la « vie facticielle » ou vie concrète, s'exhibe en une structure intentionnelle complexe qui comporte au moins trois dimensions : Gehaltsinn (teneur de sens), Bezugsinn (sens référentiel), Vollzugsinn (sens de l'effectuation ou plutôt d'accomplissement)[9], qui seront développés plus bas dans la section intitulée  « Les phénomènes de la vie ont une structure intentionnelle complexe ».

## La vie comme défi phénoménologique
Penser la vie telle qu'elle se comprend elle-même telle est la tâche de la phénoménologie au début du XXe siècle. Jusque-là, toutes les philosophies et les métaphysiques ont échoué, particulièrement celles qui se sont laissés guider par les sciences de la vie (biologie) ou celles de l'esprit (psychologie). Heidegger récuse aussi la philosophie des « Visions du Monde », les Weltanschauungen , célèbres au début du XXe siècle qui, à la manière de Karl Jaspers, se contentent d'établir superficiellement une typologie des attitudes, ne permettant en aucun cas de comprendre le sens de la « vie facticielle ».
Avec Wilhelm Dilthey, note Jean Greisch le XXe siècle commence une philosophie véritablement centrée sur la vie. En phénoménologue Heidegger va s'attacher dans ses cours du début des années 1920 à exposer le phénomène de la vie détaché de tous les a priori, à le saisir tel qu'il se donne. Cela implique de chercher à comprendre la « Vie » telle qu'elle se comprend elle-même, comme un phénomène «Un» et «auto-suffisant» en soi Selbstgenügsamkeit. « Heidegger, sur les pas de Dilthey, abandonne une notion provenant du psychologisme (le vécu) pour un concept plus proprement phénoménologique (celui d'expérience de la vie) ».

### L'origine diltheyenne
L'allure « herméneutique »«  » de cette approche se précise encore lorsque l'on considère le statut particulier du « monde du Soi », Selbstwelt  sur lequel la « vie facticielle » peut se centrer d'une manière particulière, Heidegger parle à cette occasion, « d'aiguisement ». Conforté parc ses réminiscences chrétiennes, voir Phénoménologie de la vie religieuse, c'est néanmoins de la Selbstbesinnung diltheyenne qu'il tirera les formes de cet aiguisement du « monde du Soi » qui va des plus élémentaires de la prise de conscience de soi-même, jusqu'aux formes les plus élaborées de l'autobiographie, Sylvain Camilleri et Sophie-Jan Arrien notent en introduction de leur livre, que Heidegger s'est appuyé sur Dilthey et sa notion de conscience historique, « pour combattre le rigorisme théorique émanant de la phénoménologie husserlienne et des philosophies néo-kantiennes ».
Heidegger retient de l'œuvre de  Wilhelm Dilthey, les idées de multiplicité, d'historicité et aussi de singularité des « mondes de la vie » que la phénoménologie dégage note Jean-Claude Gens. Il reprendra aussi l'idée que le concept de représentation de la théorie de la connaissance relève non plus d'aptitudes ou de facultés humaines spécifiques mais du mode de comportement, d'un « mode d'être ». Cette vision se retrouvera dans le Dasein de  Martin Heidegger.

### La tapisserie de la vie

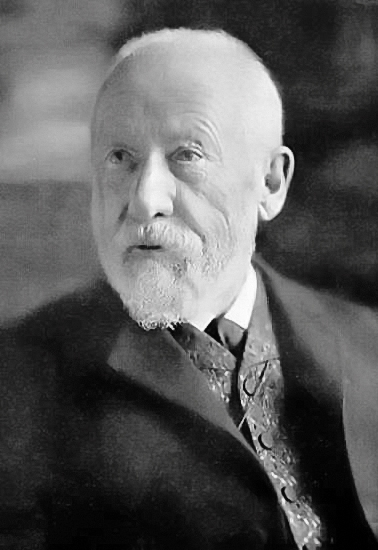
Wilhelm Dilthey

La tapisserie de la vie , Teppich des Lebens est une expression empruntée par Heidegger à un poème de Stefan George pour exprimer la complexité et l'enchevêtrement des motifs et des intentionnalités du phénomène de la vie lorsqu'elle cherche à se comprendre elle-même, dans sa spécificité et son unité.
Ce phénomène de la vie nous est tellement proche que nous n'avons pas la distance cognitive nécessaire pour l'étudier. C'est « nous-même » qui « nous voyons » « nous-même », dans et à travers « notre vie ».
De cette répétition du nous-même (Selbst), Heidegger conclut que « la vie ne s'adresse toujours qu'à elle-même et dans son propre langage », elle est auto-suffisante. Cristian Ciocan qui va en faire une « dynamique fondamentale » écrit « la vie facticielle contient sa propre finalité, revenant à soi et se retrouvant constamment à travers ses comportements »

« Das Leben sich selber aus, La vie s'interprète elle-même »

— Wilhelm Dilthey

### La complexité des phénomènes de la vie

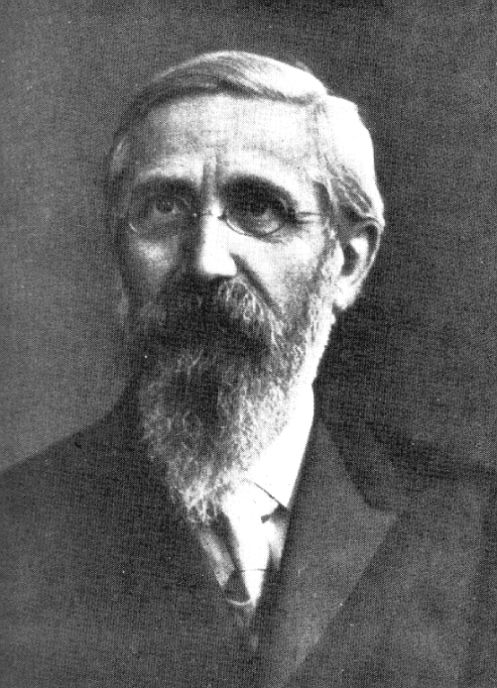
Paul Natorp

C'est dans le « Natorp-Beritch » (Rapport Natorp) de 1922, traduit en français sous le titre Interprétations phénoménologiques d'Aristote, rédigé en vue de sa candidature à Marbourg, qu'on voit se dessiner une phénoménologie de la temporalité à travers la description de la vie facticielle qui en constitue le thème principal. Michel Haar distingue chez le jeune Heidegger trois niveaux de saisie de ce concept de vie.
1. la vie non pas en « en soi » comme le fait remarquer Jean-François Marquet[22], « clôturée dans son auto-suffisance, mais la « vie en et pour soi » en tant que « présent vivant » comme « vie religieuse », « vie artistique », « vie mondaine », vie qui ne nous est pas immédiatement donnée et que la méthode phénoménologique doit nous faire découvrir »
2. la vie en son caractère de monde, se trouvant simultanément et indistinctement dans les trois mondes répertoriés  Umwelt (monde familier qui nous entoure), Mitwelt  (monde avec les autres), Selbswelt  (monde du Soi)[N 5].
3. la vie dans son mode de rencontre, qui comprend le mode d'être, la manière de se comporter, l'état d'esprit et l'humeur qui commandent la compréhension pré-théorique d'où sera tirée ultérieurement la notion d'existence.

D'où la complexité d'une définition du « phénomène de la vie », comme « Unité de succession » ou « Unité de temporalisation » des mondes du vivre.  Unité difficile à concevoir mais nécessaire de toutes les possibilités de sens du mot vivre (vivre quelque chose) ou (vivre de, avec, grâce à, dans, dans l'espoir de, en direction de..) dont « l'unité cachée »  mais essentielle ouvrira la voie au futur Dasein .

### Une impossible «science» de la vie

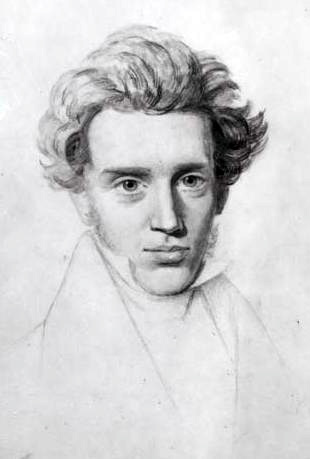
Kierkegaard

En raison de la complexité de la vie, l'impératif  husserlien  d'accès à la chose même de la Phénoménologie, est apparu comme impossible à atteindre dans le cadre étroit de la théorie de la connaissance avec son hypothèse de base, inlassablement réitérée, depuis Descartes, d'un sujet souverain apte à fonder par lui-même cette connaissance.
- La raison la plus évidente de cette impossibilité réside dans la polysémie du terme « Vie » (biologie, psychologie, vie bonne, vie éternelle, vie théorique, etc.). Heidegger[24] considère néanmoins que « la « Vie » désigne un phénomène fondamental autour duquel gravite l'interprétation grecque, vétéro-testamentaire, néo-testamentaire chrétienne et gréco-chrétienne de l'être-là humain ». Hans-Georg Gadamer, rappelle que Heidegger, dans ses premières leçons de Fribourg, parlait de la Diesigkeit (la nébulosité) de la vie  en lieu et place du principe de la perception claire et distincte de l’ego cogito [25]. Cependant à contester ainsi la démarche objectivante théorique n'y a-t-il pas risque à tomber dans l'irrationnel pur et simple, s'interroge Jean Greisch?
- Pour Heidegger fixer la vie comme objet à étudier par un sujet est un non-sens, c'est lui retirer ce qui en elle est le plus essentiel sa « vitalité », la vie se "vie" et ne se théorise pas. Dans le concept philosophique de la vie devrait être inclus, à la fois, le sujet, et l'objet[26].
- Ina Schmidt[26] souligne toutefois qu'il ne s'agit pas de « postuler par principe une cohésion d'ensemble qui reste pour nous inaccessible [et nous laisserait] empêtré dans un filet cartésien qui barre l'accès véritable au concept de « vie » »[N 6].
- On rate donc l'essence, « Une », de la vie quand on croit pouvoir l'examiner scientifiquement, de l'extérieur, comme un objet.  À faire ainsi on doit se contenter de classer le donné empirique, organiser, tenter de comprendre en comparant les diverses cultures, distribuer les faits dans des catégories idéales dans une démarche qui au total, ignore la vie, dans son bouillonnement et sa  spécificité[27].
- D'autre part, nous rappelle Jean Greisch, le verbe « vivre » lui-même souffre d'une étrange ambivalence, car « on vit » mais aussi « on vit sa vie » ce qui rend difficile le dégagement de quelque chose qui serait comme des catégories
- Enfin ce qui échappe aux analystes précédents du phénomène de la vie y compris Husserl comme Bergson, c'est « qu'ils ne la saisissent pas dans son être-à-chaque-fois, dans sa temporalité propre »[28].
- Face à ces difficultés Heidegger, entend travailler en amont des constructions réflexives traditionnelles, ne rendre compte et expliciter  chaque attitude vitale, chaque vécu, qu'en se référent au « Tout » de l'existence en question, et ceci conformément au principe fondamental de l'Herméneutique, car c'est, sous la réserve signalée plius haut, de la cohérence de ces vécus que proviendra la signification du cours de cette vie là[29].
- Heidegger, en rajoutant, face à ces problèmes, l'« interprétation » et le « comprendre », et avec lui le « savoir-voir »«  » (l'intuition) et le « savoir-interpréter » qui composent (l'herméneutique)  de la vie facticielle[30] fait subir à la phénoménologie husserlienne   une inflexion herméneutique imprévue[31].

### La problématique

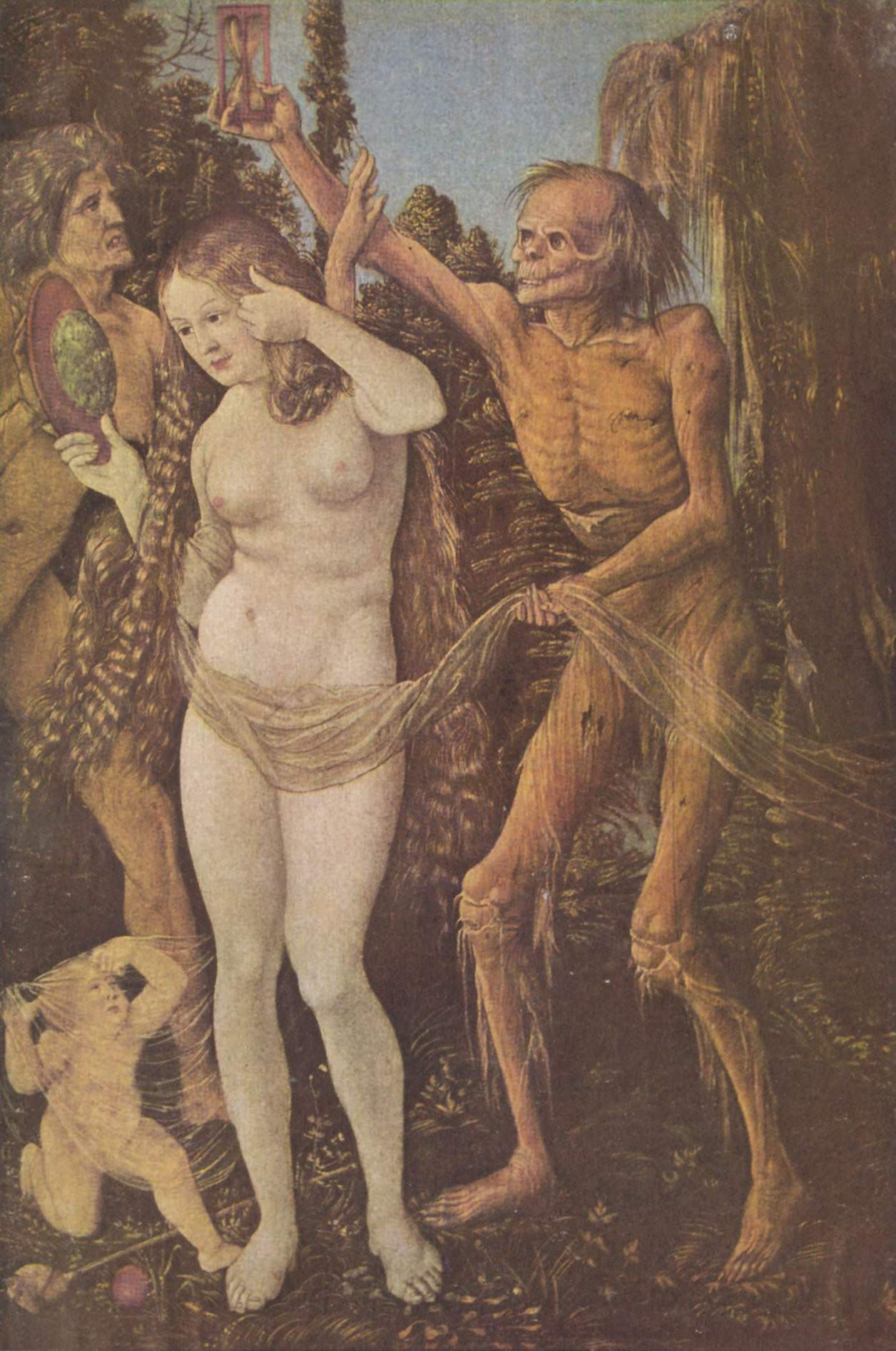
Les trois âges de la Vie et la Mort, peinture de Hans Baldung.

- Fixer la vie comme objet pour un sujet, c'est lui retirer ce qui en elle est le plus essentiel sa « vitalité », la vie se "vie" et ne se théorise pas. Le concept philosophique de la vie devrait donc inclure, à la fois, le sujet, et l'objet[32].
- On rate l'essence, Une, de la vie quand on croit pouvoir l'examiner scientifiquement[33]. Aussi se contenter de classer le donné empirique, organiser, comprendre et comparer les diverses cultures, classer les faits dans des catégories idéales est une démarche qui l'ignore, dans son bouillonnement et sa  spécificité[34].
- En outre, nous dit Jean Greisch, le verbe « vivre » lui-même souffre d'une étrange ambivalence, car « on vit » mais aussi « on vit sa vie » ce qui rend difficile le dégagement de quelque chose qui s'apparenterait à des catégories.
- « La philosophie est une demande de concepts, mais d'un concept adéquat à son objet », note toutefois Jean Greisch[35], chaque fois que cette adéquation n'est pas respectée, elle se fourvoie. Un double danger guette le philosophe de l'existence, soit de sombrer dans une collection de vécus concrets sans perspective d'ensemble, soit la surévaluation de certains vécus comme « états d'âme » remarquables sans que le philosophe ait à justifier ses choix (pourquoi prendre comme paradigme l'homme parfaitement rationnel ?).
- Il ne reste qu'un seul chemin pour le Philosophe c'est celui de l'Herméneutique de la « vie facticielle », de son interprétation, en la prenant comme un phénomène global, telle qu'elle se "comprend" elle-même y compris dans son irrationalité[36].
- Sans nécessairement exiger une rigueur scientifique égale à celle des sciences positives, la Philosophie de la vie réclame une bonne définition principielle de ses outils c'est-à-dire ayant un sens existentiel précis et communicable.
- Les phénomènes liés à la vie sont complexes, deux auteurs Husserl et Heidegger nous ont aidés à les voir, tels qu'ils sont, sans préjugés, sans théorie préalable.
- En conclusion note Sophie-Jan Arrien[37] la vie ne peut être définie formellement car elle ne trouve son sens et son centre que dans son accomplissement; accomplissement concret, accomplissement facticiel.
- Husserl nous a amené la phénoménologie, c'est-à-dire la volonté de « retour aux choses mêmes », Heidegger, s'agissant de l'existence, y a rajouté l'interprétation et le comprendre, et avec lui « savoir-voir » (l'intuition) et « savoir-interpréter » (l'herméneutique) sont la même chose[30].

Le comprendre interprétatif n'est plus seulement accessible avec la seule raison théorique, parce les phénomènes de la vie ont une structure intentionnelle complexe, que ces phénomènes ne se livrent pas spontanément et que la vie est mouvement perpétuel:

### La structure intentionnelle complexe des phénomènes de la vie
Avec Dilthey apparaît l'idée d'une « unité de sens » de la conscience dernière -le « vécu  ou Erlebnis, qui n'est pas, comme encore chez Kant, une simple sommation de sensations. La « vie » comme concept, brise le modèle mécaniste en vigueur, et s'impose dans les sciences de l'esprit.  L'importance de l'impulsion que Heidegger doit aux travaux de Dilthey a bien été noté par Servanne Jollivet

#### L'entente du phénomène de la vie
Le concept de « vécu » n'est pas simplement « gnoséologique », il contient quelque chose de plus : à savoir l'intensité plus ou moins grande de son rapport intérieur à la vie en général. Dilthey va parler à ce propos de rapport qualitatif. À noter que la relation de la vie au vécu n'est pas celle du général au particulier, tout vécu est en rapport immédiat avec la totalité de la vie. ¨Pour l'histoire de la compréhension de ce concept il faudrait faire place, après Dilthey, au philosophe allemand Natorp et surtout à Bergson dans son Essai sur les données immédiates de la conscience.
L'entente phénoménologique de la vie allant dans le sens d'un approfondissement constant de ce concept, va découvrir trois dimensions que Heidegger désigne comme Gehaltsinn (teneur de sens), Bezugssinn (sens référentiel) et Vollzugssinn (sens d'accomplissement). Ce ternaire fondamental, amplement décrit par Jean Greisch,  sera invoqué dans de multiples analyses de la phénoménologie de la vie.
Tout comportement, tout phénomène de vie n'est pas vraiment compris tant qu'il n'est pas envisagé sous l'angle de son effectuation  Vollzugssinn (sens d'accomplissement), or tout « vécu » est un événement ayant une signification dans un monde donné de significations (tel ou tel monde religieux, le  monde de la passion amoureuse). La vie s'accomplit toujours dans, vers, ou contre quelque chose.
«  La nature de cet accomplissement de la vie et la possibilité méthodologique d'y accéder et d'en parler voilà l'un des enjeux cruciaux des réflexions du jeune Heidegger ».
Elle se rapporte donc intrinsèquement au monde, ce qui veut dire qu'elle a pour Gehaltsinn, le monde. Dans le vécu du monde ambiant 'Gehaltsinn (teneur de sens), il se donne quelque chose Bezugssinn un (sens référentiel) en rapport avec ce monde (Heidegger dit « cela mondanise »).
Toutefois, Heidegger précise qu'il ne suffit pas de disposer du sens référentiel (par exemple le contenu d'une prière bouddhiste) pour en comprendre la juste portée car, dans les mondes esthétiques et religieux ce sens tend à se retirer dans l'occultation pour se réserver à ceux qui l'effectuent (les seuls croyants) c'est le Vollzugssinn.

#### La tendance à la dissimulation
Les phénomènes de la vie ont comme caractéristique essentielle de se dissimuler
Or ce sont ces phénomènes refoulés qui sont essentiels car ils fournissent à tout ce qui se montre, sens et fondement.

#### Le Souci comme impulsion fondamentale
Il apparaît que tous ces mouvements internes s'exercent sous la contrainte du « Souci », qualifié de « sens fondamental de la mobilité facticielle », dans la circonspection de l'être-au-monde et dans « l'en vue de Soi-même ».
On y distingue des phénomènes divers comme le penchant (désir, tentation), le recul devant son propre Soi (autrement dit devant la mort qui le révèle) avec toutes les variantes « d'évitement » de « verrouillement » et « d'enfermement », tous phénomènes de cette mobilité du Dasein que domine en dernier ressort la « dévalement » ou « déchéance » de l'être-Là dans les préoccupations mondaines. Il n'y a pas d'abord le monde puis des significations mais il y a d'abord des significations.
S'il s'agit d'aller aux choses mêmes, la phénoménologie de la vie n'y suffit pas, seul le Dasein est à même de s'interroger et de s'interpréter lui-même, ce sera la tâche de l'Herméneutique.

## Phénoménologie de la vie facticielle
La démarche phénoménologique qui tente de penser l'expérience vitale suppose le dégagement d'une certaine cohésion de sens, Sinnzusammenhang  en termes de motivations et de rapports signifiants, cohésion qui n'est jamais préétablie et qui doit être accomplie à chaque fois en « situation ». L'existence n'est donc pas un simple processus et l'enregistrement d'une succession de vécus.

### Un paradigme, la vie religieuse
« Sans cette origine théologique, je n'aurais jamais pu arriver sur le chemin de la pensée-Heidegger »

« Avec le christianisme le « monde du Soi » comme tel entre dans la vie et est vécu comme tel » rapporte Jean-François Marquet. C'est dans la vie du croyant et particulièrement celui des débuts du christianisme que Heidegger voit l'exemple le plus évident de cette "préoccupation soucieuse" pour le Soi, préoccupation qui élargie sous l'appellation de Souci Sorge, s'installera très tôt comme fondement de l'être de l'homme. À la base de cette démarche il y a l'intuition que la réalité tient son sens originel d'une telle préoccupation inquiète du Soi.
La vie du croyant et ses expériences intimes vont représenter dès lors le champ d'étude pré-théorique par excellence qu'il recherche.

#### Sources néo-testamentaires et patristiques

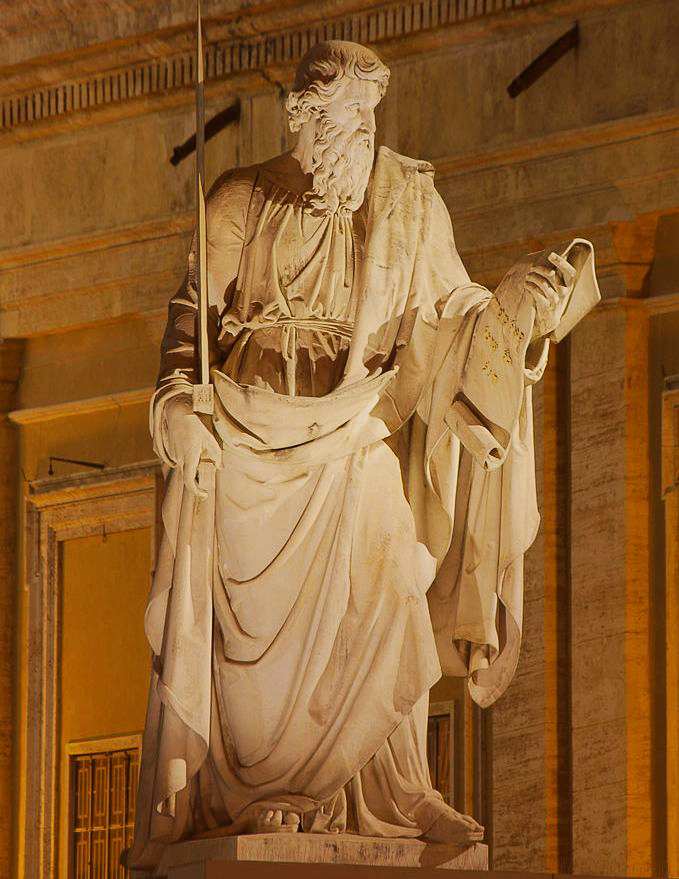
Saint Paul de Tarse, Place Saint-Pierre du Vatican

Pour étayer sa conception du « Souci », Heidegger convoque deux sources religieuses : les épîtres pauliniennes et Les Confessions de Saint Augustin, sources complétées ultérieurement par des références à la compréhension propre du Nouveau Testament par Luther.
1. Heidegger note dans les épîtres, que la vie du Chrétien est tout entière dominée par l'attente inquiète, le « seigneur arrivera comme un voleur » (1Th, 5,2-3).
Vigilance et inquiétude devant l'indétermination de la Parousie, du jugement. Le croyant vit dans l'insécurité, il doit se tenir constamment prêt et se maintenir dans un temps « kairologique » sans prise sur le futur, qui échappe au pouvoir de l'homme. Ce qui est décisif c'est l'inquiétude pour l'être du Soi et c'est ce qui sera retenu et élargi ontologiquement par Heidegger comme première forme du Souci Bekümmerung .
2. Avec Saint Augustin, dans les 'Confessions, Heidegger découvre les périls auxquels se confronte la préoccupation soucieuse pour l'être du Soi.

Il relève trois modes de l'existence qui peuvent causer sa perte : la dispersion, les tentations du monde, l'orgueil.
- La dispersion dans le multiple, à l'opposé du retour sur soi, est une tendance fatale de la vie.
- La tentation qui se décline en concupiscence et curiosité effrénée pour le nouveau.
- L'orgueil qui manifeste un souci pour son « être » mal placé et inauthentique.

Si sous le terme de tentation on reprend l'ensemble de ces thèmes, l'homme apparaît selon l'expression de Saint Augustin « comme une énigme pour-lui-même » , il n'y a plus de transparence réflexive possible, plus d'auto-suffisance de la vie (au sens de l'auto-satisfaction), ce sera la Finitude  devenue radicale.

« À cette pensée Heidegger restera toujours fidèle. »

— Larivée et Leduc 2001, p. 39
Heidegger ontologise le concept de « Souci » dégagé des Confessions ,(voir Phénoménologie de la vie religieuse) en en faisant, non plus seulement un rapport de Soi à Soi, mais le mode originaire du rapport de l'homme au Monde y compris au Soi.
En devenant « rapport au monde » le Souci n'est plus prioritairement un regard sur le Soi mais plutôt l'expression d'un Dasein absorbé dans sa préoccupation quotidienne, un mode d'être « insigne ». Néanmoins Heidegger n'abandonnera jamais complètement le « souci-inquiétude » originel qui ré-apparaitra sous la forme de l'angoisse dans l'analytique existentiale qui, pour Heidegger, possèdera seule le pouvoir de révéler le Dasein à lui-même développé dans l'article qui lui est consacré. La sauvegarde de la mobilité inquiète de la vie constituera le véritable critère d'originarité du philosophe contre la conceptualité métaphysique.
Enfin, de Martin Luther, Heidegger retiendra l'analyse de l'abyssale vacuité (nihilité)  de l'être humain qu'il interprétera comme Finitude. Le  Dasein   exposé à l'Être n'a pas plus de consistance que le chrétien devant la face de Dieu, aucune de ses œuvres n'est capable de lui donner en propre une once de densité.

#### L'intérêt de cette expérience chrétienne originelle
Heidegger ne s'intéresse ni à la foi, ni au contenu de la « Révélation chrétienne », mais au fait que l'expérience chrétienne originelle est une expérience de vie documentée, qui ne se comprend que dans son propre « accomplissement » et non à partir de  constructions objectives et théoriques. Elle est tout entière tendue non vers l'attente d'un événement à venir au sens de la temporalité chronologique que dans la saisie du moment opportun, le kairos qui deviendra dans Être et Temps l'instant authentique de la décision. À travers cette expérience Heidegger comprend que la vie qui cherche son accomplissement entretient fondamentalement un rapport kairologique avec le temps.

### Herméneutique de la vie facticielle
Le constat le mieux partagé c'est que l'homme est un être fini tant sur le plan biologique (soumis à la  maladie et à la mort) qu'à l'intérieur de lui-même, quant à ses possibilités, son endurance et sa volonté. Compte tenu de sa fébrilité, de son humeur changeante et de la frénésie de ses comportements, la phénoménologie classique peine à cerner la complexité des intentionnalités mises en œuvre.
C'est à partir du concept de Finitude que peut se déployer dans Être et Temps l'herméneutique de la vie facticielle  qui fut précédée d'une herméneutique de la facticité dans les œuvres précédentes.
Le sens fondamental de la vie de la mobilité facticielle  est la « préoccupation soucieuse » et c'est précisément pour cela que le mouvement fondamental de la vie est le « dévalement » ou la « déchéance ». Ce dévalement s'explicite en une multitude de comportements pour lesquels Heidegger tente de former des catégories adéquates.
1. Le phénomène du « penchant » avec toutes ses modalités intersubjectives, l'être entraîné, l'emportement, la distraction, l'auto-suffisance.
2. Le phénomène de la pesanteur, du « recul », du détachement, de la déclivité et de la ruine de « soi-même » (Zufallen).
3. Le phénomène du « verrouillement », qui correspond aux multiples tentatives d'annuler ou de refouler l'écart ou le recul ainsi de la négation de la finitude dans la célébration de la soi-disant infinité de la vie.

Deux phénomènes supplémentaires complètent cette mobilité :
- « La vie est toujours déjà en train de s'investir dans des projets destinés à se procurer les assurances dont elle a besoin ».
- « la vie va toujours à la rencontre d'elle-même ».

Jusqu'ici « Vie » et « Existence » ont été tenus pour des termes équivalents. Dans la réalité les deux notions ne se recoupent pas, au moins deux déterminations classiques de la Vie ne se retrouvent pas dans le concept d'Existence « l'autosuffisance » et « l'autoréférencement ».

## L'herméneutique de l'existence

### De la vie facticielle à l'existence
1. Concept pivot du début de sa carrière, le concept de « vie » sera, au même titre que les concepts de conscience, de sujet, d'âme ou d'esprit, à partir Être et Temps réduit à sa seule signification métaphysique et remplacé par les concepts d'existence  et de Dasein[N 7]. Selon Jacques Gino[58], il s'agissait devant la dispersion de la « vie facticielle », de trouver les moyens d'en penser l'unité réelle et la permanence dans la suite des vécus.
2. En tant qu' « être-au-monde » il est de l'essence du Dasein d'être perpétuellement déchu et en recherche de son être, que Heidegger qualifie de « plus propre » et que seule l'anticipation de la mort, qui néantise toutes autres préoccupations, lui dévoile. Anticiper sa mort c'est se placer dans cette solitude radicale. C'est dans le langage heideggérien l'« Être-vers-la-mort » qu'il est d'ores et déjà qui lui révèle son « être révolu », ce qu'il est vraiment au moment où il n'est plus[59] et ceci depuis toujours. Dans l'attente de son pouvoir être le plus propre que Heidegger interprète comme « résolution anticipante »[60], le Dasein « existe », (ek-siste)  toujours, projeté dans cette possibilité et donc en avant de lui-même, « libéré de toutes les familiarités et les affairements du quotidien, il entraîne tout avec lui dans le néant »[61].
3. Comme « Être-jeté » ou Die Geworfenheit  le Dasein a toujours déjà été : cet « avoir-été » est partie intégrante de l'existence du Dasein venant à soi, au sens où cet « être-été » est toujours aussi, comme l'« ad-venir », une possibilité ouverte de soi-même. Paradoxalement, cet « être-été » repris dans la résolution anticipante, comme possibilité, fait existentialement partie de l'avenir. Le Dasein est toujours déjà à pied d’œuvre, dès à sa naissance il ne choisit ni le lieu ni le comment de sa venue. Tout au long de son existence il doit assumer une « capacité projective » qui est toujours déjà liée à (bornée par ?) un horizon de possibilités « en deçà duquel le Dasein ne peut jamais remonter »[62],[N 8].
4. En attente d'une possibilité, c'est-à-dire en existant comme « ad-venir » à soi et rappel de son « avoir-été », le Dasein anticipant présentifie l'étant (rend présent ou dévoile ou mieux encore s'ouvre à) et se présentifie lui-même, en tant qu'unité perpétuellement reconstituée, devant l'étant subsistant auprès de lui. Autrement dit, le Dasein préoccupé, s'ouvre à chaque fois à la présence des choses et à son Soi, il les reçoit, les comprend et les habite.

### Le Dasein et ses existentiaux

#### La question de la Finitude
La « Finitude » se dit de multiples manières, la plupart sont, chez Heidegger, une transposition de concepts d'origine religieuse. À côté de l'angoisse qui déstabilise et handicape la vie, il convient de faire place au sentiment permanent de la perte de Soi, de sa propre dispersion dans le multiple et les vanités du monde, qu'il tire de sa lecture de Saint Augustin, comme au sentiment de n'être nulle part chez soi, la « Die Unheimlichkeit » et enfin à la perspective toujours présente de la mort. C'est dans la conférence sur « le Concept de Temps » (1924) que le thème de la mort apparaît en tant que possibilité et devancement comme deux traits essentiels du  Dasein comme l'écrit Cristian Ciocan.

#### L'autosuffisance de la vie
Jean Greisch écrit que Heidegger nous enjoint de ne pas confondre la notion d'« autosuffisance », la   Sebstgenügsamkeit  avec l'autosatisfaction. La vie se suffit à elle-même, même dans la frustration et l'insatisfaction.
La vie se meut toujours dans une certaine auto-compréhension explicative qui appelle une interprétation originaire à partir d'elle-même. Cela signifie que chaque vie comporte en elle-même, dans son monde ambiant, un fond de compréhensibilité principielle  auquel elle se réfère sans cesse, qui lui permet sans jamais sortir de "Soi", de mener sa vie, en parlant son propre langage, et de réaliser ses propres tendances, d'une façon spontanée afin de d'accomplir ses  propres choix existentiels . Les devoirs et les exigences qu'elle s'impose demeurent dans son propre rayon,.

« Das Leben sich selber aus, La vie s'interprète elle-même »

— Wilhelm Dilthey, cité par Jean Greisch
 .
Les tâches et les exigences que la Vie s'impose à elle-même ne dépassent jamais ses propres possibilités. D'où il résulte que l'existence est naturellement accordée au monde dans lequel elle est jetée et exposée, elle en a une compréhension naturelle et immédiate. L'auto-suffisance ne renvoie pas non plus à l'autarcie d'un substrat ou d'un fondement subsistant, l' « ipséité ouverte », qui n'a plus rien à voir avec l'égo cartésien, se caractérise par la mobilité incessante de l'expérience vécue.
Si on essaie d'expliciter les conditions du sens qui permettent de rendre compte de ce qu'il faut entendre par « autosuffisance de la vie » dans une situation concrète déterminée il ressort schématiquement les trois directions d'interprétation ou ternaire, déjà évoquées plus haut, dans la section « La formalisation des outils », le  Gehaltsinn  (teneur de sens ou vision du monde), le  Bezugssinn , (sens référentiel), et le  Vollzugssinn , (sens d'accomplissement). Le  Gehaltsinn  correspond à la catégorie phénoménologique de Monde. Le Bezugssinn  au Souci qui découvre le monde comme signifiant. Le Vollzugssinn  correspond à la mobilité de la vie, attirance, répulsion, foi, extase, amour, etc.Ce dernier élément du ternaire le « sens d'accomplissement », commande toute véritable compréhension d'un phénomène vécu. Pour comprendre le cheminement de Heidegger rappelle Jean Greisch, il s'agira d'écarter, l'idée traditionnelle d'un Monde qui se donne comme un fait brut sur lequel vont se greffer dans un second temps des significations, ici Heidegger énonce sa fameuse expression « Cela mondanise »,  Es weltet . Le « Moi » en projet se dépasse en direction du monde « signifiant » qui se donne.

### De l'herméneutique de la facticité à la métaphysique du Dasein
Il y a, comme l'écrit Françoise Dastur quelque chose dans « la vie humaine qui l'empêche de jouir purement et simplement d'elle-même ». C'est pourquoi l'analytique dans Être et Temps exclue la « Vie » comme base de compréhension de l'être de l'homme au profit de l'existence du Dasein, qui fait droit à l'ouverture à ce qui est autre, inaccoutumé et insolite.